# Division de Betong
La Division de Betong (en malais, Bahagian Betong) est une division administrative de l'État de Sarawak en Malaisie. Anciennement partie de la Division de Sri Aman, Betong se trouve dans la zone des Saribas. Avec une superficie de 4 180,8 km2, elle est la plus petite des divisions administratives du Sarawak.
La Division est célèbre pour ces maisons longues Iban et elle est considérée comme le cœur de la culture Iban. La région est annexée au Sarawak par le rajah James Brooke après sa victoire lors de la bataille de Beting Maru le 31 juillet 1849. Les 116 700 habitants de la Division sont principalement des Iban, des Malais et des Chinois.

## Districts
La Division de Betong est elle-même divisée en quatre districts suivants :
| Nom                 | Surface   | Capitale |
| ------------------- | --------- | -------- |
| District de Betong  | 1 547 km2 | Betong   |
| District de Kabong  | 799 km2   | Kabong   |
| District de Pusa    | 947 km2   | Pusa     |
| District de Saratok | 888 km2   | Saratok  |

## Membres du parlement
| Parlement         | Membre                               | Parti       |
| ----------------- | ------------------------------------ | ----------- |
| P201 Batang Lupar | Sri Rohani Abdul Karim               | GPS (PBB)   |
| P203 Lubok Antu   | Jugah Muyang                         | Indépendant |
| P204 Betong       | Robert Lawson Chuat Vincent Entering | GPC (PBB)   |
| P205 Saratok      | Ali Biju                             | PPBM        |

### Liens connexes
- Division de Malaisie orientale